# Боянка Страхилова
Боянка Страхилова Аврамова е българска тъкачка, героиня на социалистическия труд.

## Биография
Родена е на 11 октомври 1951 г. в благоевградското село Марикостиново. Завършва техникума по текстил „Начо Иванов“ в София. След това започва работа в завод „Осми март“. Работи като редачка на барабани и получава значка „Най-добър млад работник“. През 1969 г. преминава курсове за тъкачка. Член на БКП от 1970 г. По същото време тя обслужва 20 автоматични стана с изпълнение на нормата 101, 8 %. През октомври 1973 г. вече работи на 40 автоматични стана с изпълнение на нормата не по-малко от 102%. От август 1980 г. работи на 50 автоматични стана. На 1 декември 1981 г. преминава на 60 автоматични стана, като през това време е изпълнила нормата за 5 години за 2,5 години. С указ № 1275 от 25 май 1982 г. е обявена за Герой на социалистическия труд. Член е на Градския комитет на БКП в София, на Коларовския районен комитет на БКП в града. От 4 април 1981 до 1990 г. е кандидат-член на ЦК на БКП. Носител е на орден „Червено знаме на труда“ (1977). През 1987 г. за нея е написана повест: Евгени Василев, Боянка: Повест за героя на социалист. труд Боянка Страхилова. София: Профиздат 1987.